# Хуторок
Хуторо́к (до 1948 року — Аджи́-Байчи́; крим. Acı Bayçı) — село Євпаторійського району Автономної Республіки Крим.
Відстань від райцентру до населеного пункта становить 18 кілометрів по прямій.